# 菊家
株式会社菊家（きくや）は、大分県由布市挾間町に本社を置く菓子メーカーである。
屋号は　「お菓子の菊家」。

## 概要
1956年（昭和31年）12月に別府市で創業。1994年（平成6年）に本社・工場を由布市挾間町に移転している。
大分県下に多数の店舗を有しており、製造・販売する菓子は、大分県内で土産菓子、手土産として親しまれている。また、通常の店舗のほか、洋生菓子を中心としたシャンテ・ドールも展開している。由布市湯布院町には、オリジナル菓子などを販売する菊家の店舗花麹菊家をはじめ土産物店等14店舗からなるやすらぎ湯の坪横丁を開発しており、菊家の新しい拠点となっている。
かつては広島県などにも進出したが、撤退。2021年時点では大分・福岡・宮崎県内に店舗を構える。

## 沿革
- 1956年（昭和31年） - 別府市にて創業[2]。
- 1961年（昭和36年）
  - 大分市に出店[2]。
  - 別府工場建設[2]。
- 1973年（昭和48年） - 洋菓子の頒布会「ガストロノミーの会」発足[2]。
- 1986年（昭和61年） - 子ども俳句の会「豊っ子の会」発足[2]。
- 1994年（平成6年） - 本社・工場を由布市挾間町に移転[2]。
- 2017年（平成29年）10月1日 - 株式会社アスラポート・ダイニング（現・JFLAホールディングス）の連結子会社である九州乳業株式会社が当社株式の62.5%を取得。九州乳業の子会社（アスラポート・ダイニングの孫会社）となる[1][7]。

## 主要製品
- ドン・フランシスコ
キリシタン大名大友義鎮（宗麟）の洗礼名に因んで名付けられた。モンドセレクションで18年連続（2020年時点）で最高金賞を受賞するとともに、2002年の第24回全国菓子大博覧会（熊本）で名誉総裁賞（文化）を受賞している[8]。
- ボンディア
ポルトガル語でのあいさつの言葉（wikt:bom dia）で、大分市とポルトガルのアベイロ市との姉妹都市締結を記念して名付けられた。2002年の第24回全国菓子大博覧会（熊本）で世界洋菓子連盟会長賞を受賞している[9]。
- ゆふいん創作菓子 蜜衛門
季節限定。2013年の第26回全国菓子大博覧会（広島）で名誉総裁賞（技術部門）を受賞している[10]。
- ゆふいん創作菓子 ぷりんどら
- ミルククッキー
- 豊の醤油餅 きな粉[11]
- 鉄人坂井の鉄人ぷりん
- 鉄人坂井の鉄人ロールケーキシリーズ
- 地卵はちみつぷりん
- 豊後手焼煎餅
- 大分県産ゼリーシリーズ（荻の桃太郎・佐伯のマリンレモン・由布庄内の赤梨・杵築の美娘）
- ゆふいん創作菓子 黒豆淡羊羹
- りんごかさね[12]

## 店舗
大分市
- 総本店[13]
- 大分中央町店（令和7年3月21日閉店）
- あけのアクロスタウン店
- フレスポ春日浦店
- 森町店
- 米良店
- 戸次店
- アムス大在店
- マルショク坂ノ市店
- サンライフトマト店
- トキハインダストリー南大分点
- シャンテ・ドール 古国府店
- シャンテ・ドール トキハわさだ店

別府市
- 石垣西店
- 関の江店
- ゆめタウン別府店
- マルショクやまなみ店
- 流川店　（令和5年3月31日閉店）
- シャンテ･ドール 別府店　（令和5年3月31日閉店）

中津市
- 中津店
- イオン三光店

日田市
- 日田玉川バイパス店

佐伯市
- 佐伯中の島店
- トキハインダストリー佐伯店

臼杵市
- 臼杵店
- サンリブ臼杵店

津久見市
- 津久見店

竹田市
- 竹田玉来店

豊後高田市
- 豊後高田店

杵築市
- 杵築店

宇佐市
- 宇佐店

豊後大野市
- 三重店
- トキハインダストリー三重店

由布市
- 無何有の郷 工場直売店
- おしごと館

国東市
- 安岐店
- 国東店

日出町
- 日出駅前店

玖珠町
- トキハインダストリー玖珠店

大分県外
- イオン八幡東店
- イオン延岡店